# Roconova
Roconova is een historisch motorfietsmerk.
Roconova J. Rössig, Motorenbau, Berlin-Charlottenburg (1924-1926).
Waarschijnlijk nam Rössig het bedrijf Roco over en ging er de eerste productiemodellen met koningsasmotor bouwen. De motoren hadden 248 en 348 cc en werden ook aan andere merken zoals Patria geleverd.